# Балтаколь
Балтаколь (каз. Балтакөл) — село в Отырарском районе Туркестанской области Казахстана. Административный центр Балтакольского сельского округа. Код КАТО — 514835100.
На севере находится Кауганата.

## География
Расположено на левобережье Сырдарьи в 100 км в северо-западу от районного центра села Шаульдер.

## Население
В 1999 году население села составляло 3005 человек (1516 мужчин и 1489 женщин). По данным переписи 2009 года в селе проживало 2614 человек (1305 мужчин и 1309 женщин).